# Élections régionales de 1981 en Sicile
Les élections régionales en Sicile pour le renouvellement de l'Assemblée régionale sicilienne ont eu lieu le 21 juin 1981. 
Le taux de participation est de 76,2%. La présence de partis identiques dans des listes différentes est due au fait qu'ils sont présentés sur une base provinciale.
Le président sortant Mario D'Acquisto, en fonction depuis le 1er mai 1980, est reconduit dans ses fonctions après ce scrutin, et ce jusqu'à son l'élection de Calogero Lo Giudice en décembre 1982, puis celles de Santi Nicita en octobre 1983, de Modesto Sardo en mars 1984, et de Rosario Nicolosi en février 1985. La législature a pris fin en 1986.

## Résultats
| Partis                     | Partis                                               | Voix      | %      | Sièges |
| -------------------------- | ---------------------------------------------------- | --------- | ------ | ------ |
|                            | Démocratie chrétienne (DC)                           | 1 109 004 | 41,4%  | 38     |
|                            | Parti communiste italien (PCI)                       | 552 399   | 20,7%  | 20     |
|                            | Parti socialiste italien (PSI)                       | 383 902   | 14,3%  | 14     |
|                            | Mouvement social italien – Droite nationale (MSI-DN) | 228 166   | 8,5%   | 6      |
|                            | Parti républicain italien (PRI)                      | 117 391   | 4,4%   | 5      |
|                            | Parti social-démocrate italien (PSDI)                | 80 102    | 3,0%   | 2      |
|                            | PLI-PRI-PSDI                                         | 61 064    | 2,3%   | 1      |
|                            | Parti libéral italien (PLI)                          | 57 629    | 2,2%   | 3      |
|                            | Démocratie prolétarienne (DP)                        | 25 703    | 1,0%   | -      |
|                            | PLI-PSDI                                             | 16 090    | 0,6%   | 1      |
|                            | Parti radical (PR)                                   | 8 912     | 0,3%   | -      |
|                            | Autres listes                                        | 36 131    | 1,3%   | -      |
| Total                      | Total                                                | 2 676 493 | 100,00 | 90     |
|                            |                                                      |           |        |        |
| Source : Istituto Cattaneo |                                                      |           |        |        |